# Reinkaos
Reinkaos è il terzo ed ultimo album del gruppo musicale svedese Dissection, pubblicato il 30 aprile 2006. Si tratta del primo disco del complesso dopo undici anni, a causa dell'incarcerazione del frontman Jon Nödtveidt nel 1998, e l'ultimo lavoro pubblicato prima della dissoluzione del gruppo a seguito del suo suicidio, avvenuto quattro mesi dopo l'uscita dell'album.
Con questo album, la band ha proseguito il cambio di stile già iniziato con l'EP Maha Kali, passando dal black metal al melodic death metal.
Questo ha causato molte reazioni negative da parte dei vecchi fan della band, ma in compenso il disco ha ricevuto recensioni generalmente positive ed è considerato un discreto album di death melodico.

## Tracce
Testi e musiche di Frater Nemidial e Jon Nödtveidt.
1. Nexion 218 – 1:32
2. Beyond the Horizon – 5:20
3. Starless Aeon – 3:59
4. Black Dragon – 4:48
5. Dark Mother Divine – 5:44
6. Xeper-I-Set – 3:09
7. Chaosophia – 0:41
8. God of Forbidden Light – 3:42
9. Reinkaos – 4:43
10. Internal Fire – 3:20
11. Maha Kali – 6:04

Traccia bonus nell'edizione speciale
1. Starless Aeon (original edit)

## Formazione
Gruppo
- Jon Nödtveidt - voce, chitarra
- Set Teitan - chitarra, voce secondaria
- Brice Leclercq - basso
- Tomas Asklund - batteria

Altro personale
- Erik Danielsson - voce secondaria
- Whiplasher - voce secondaria
- Emil Nödtveidt - produzione, ingegneria del suono
- Skinny - assistenza all'ingegneria del suono
- Håkan Åkesson - mastering